# سیاه‌خروس روسی
سیاه خروس روسی (نام علمی: Falcipennis falcipennis) نام یک گونه از سرده سیاه‌خروس بال‌داسی است.